# Aristida bipartita
Aristida bipartita là một loài thực vật có hoa trong họ Hòa thảo. Loài này được (Nees) Trin. & Rupr. mô tả khoa học đầu tiên năm 1842.